# Heinz von Randow
Heinz Friedrich von Randow (* 15. November 1890 in Grammow; † 21. Dezember 1942 in Libyen) war ein deutscher Generalleutnant und Kommandeur zweier Panzerdivisionen im Zweiten Weltkrieg.

## Leben

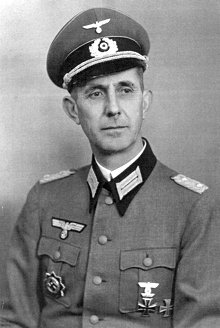
Heinz von Randow

Heinz von Randow machte sein Fähnrichsexamen 1910, besuchte die Kriegsschule und wurde am 20. November 1911  Leutnant im 2. Großherzoglich Mecklenburgischen Dragoner-Regiment Nr. 18 in Parchim. Mit seinem Regiment kämpfte er im Ersten Weltkrieg zunächst in Frankreich. Später war er für Jahre an der Ostfront, meist bei Dünaburg, dann in Riga. Im Januar 1917 wurde er zum Oberleutnant befördert. Für sein Wirken erhielt er neben beiden Klassen des Eisernen Kreuzes und dem Mecklenburgischen Militärverdienstkreuz das Hamburger Hanseatenkreuz.
Nach dem verlorenen Krieg ging er zunächst nach Hannover zur Heeresreitschule und erhielt dort eine Anstellung als Reitlehrer im Offiziersrang. 1922 wurde er beim 14. Reiter-Regiment in die Ausbildungs-Eskadron eingestellt, wo er am 1. Mai 1924 zum Rittmeister avancierte. Von 1925 an gehörte er als Adjutant zum Regimentsstab und war von 1926 bis 1929 Chef der 2. Eskadron.
Zielstrebig verfolgte er seinen weiteren Militärkarriere in der Reichswehr und später der Wehrmacht. Zunächst war er Truppenoffizier im Kavallerieregiment 14 (früher 17. und 18. Dragoner-Rgt.) in Parchim und Ludwigslust. 1936 wurde er Oberstleutnant und Kommandeur der 2. Abteilung des Regiments in Parchim; 1938 wurde er zum Oberst befördert und gleichzeitig Kommandeur des Kavallerieregiments 13 in Lüneburg.
In dieser Funktion nahm Randow zu Beginn des Zweiten Weltkriegs am Überfall auf Polen teil. Am 26. Oktober 1939 wurde er Kommandeur des Infanterie-Regiments 26. Dieses führte er im Frankreichfeldzug. 1941 wurde er Kommandeur der Reiter-Brigade innerhalb der 1. Kavallerie-Division, nahm in dieser Funktion am Russlandfeldzug teil und erhielt am 19. Dezember 1941 das Deutsche Kreuz in Gold. Im Dezember 1941 wurde die Reiter-Brigade aufgelöst.
Im April 1942 wurde Heinz von Randow Kommandeur der 17. Schützen-Brigade der 17. Panzer-Division. Im April 1942 wurde er zum Generalmajor befördert. Im Juli 1942 übernahm er das Kommando über die 15. Panzer-Division beim Deutschen Afrika-Korps, ehe er Ende August zur 21. Panzer-Division wechselte. Am 21. Dezember 1942 fuhr er südlich von Sirte in Libyen auf eine Mine und kam dabei ums Leben. Posthum wurde er noch zum Generalleutnant befördert. Begraben liegt er auf dem deutschen Ehrenfriedhof im libyschen Tobruk.
Randow heiratete erst im Alter von 43 Jahren am 24. Mai 1933 auf dem Gut seines Schwiegervaters in Kümmritz in der Niederlausitz die 22-jährige Elisabeth von Trotha. Sie war die Tochter des kaiserlich deutschen Kreischefs a. D. und Majors a. D. Wilhelm von Trotha und der Irmgard Freiin von Cornberg. Mit ihr hatte er drei Kinder.